# География на Молдова
Молдова е държава в Източна Европа,. Площ 33 846 km². Население на 1 януари 2017 г. 3 550 900 души. Столица град Кишинев.

## Географско положение, граници, големина
Молдова е държава в Източна Европа, разположена в крайната югозападна част на Източноевропейската равнина, между реките Днестър на изток и Прут на запад. На север, изток и югоизток граничи с Украйна (дължина на границата 765 km), а на запад – с Румъния (461 km). Обща дължина на сухоземните граници 1226 km. Дължина от север на юг 335 km, ширина от запад на изток 132 km. В тези си граници заема площ от 33 846 km².
Територията на Молдова, се простира между 45°28′ и 48°29′ с.ш. и между 26°37′ и 30°10′ и.д. Крайните точки на страната са следните:
- крайна северна точка – (48°29′27″ с. ш. 27°35′15″ и. д. / 48.490833° с. ш. 27.5875° и. д.), граница с Украйна, десния бряг на река Днестър, при село Наславча.
- крайна южна точка – (45°28′08″ с. ш. 28°12′47″ и. д. / 45.468889° с. ш. 28.213056° и. д.), граница с Украйна, левия бряг на река Дунав, при село Джурджулещи.
- крайна западна точка – (48°16′27″ с. ш. 26°36′59″ и. д. / 48.274167° с. ш. 26.616389° и. д.), граница с украйна, при село Крива
- крайна източна точка – (46°24′48″ с. ш. 30°09′47″ и. д. / 46.413333° с. ш. 30.163056° и. д.), граница Украйна, десния бряг на река Днестър, при село Паланка

## Геоложки строеж, полезни изкопаеми
Територията на Молдова заема югозападната част на Източноевропейската платформа. В южната част на страната се откроява област с херцинска нагъната основа (т.н. Скитска плотформа). На границата между двете платформи е разположена Молдавската падина с юрска възраст. Кристалинният фундамент е изграден от гранити, чарнокити и магматити с архайска и долнопротерозойска възраст, открива се на повърхността само на север и потъва в югозападно направление на дълбочина до 2000 m (в района на Комрат) и до 3000 – 6000 m (южно от Чадър Лунга). Върху кристалинния фундамент заляга слой от седиментни скали с мощност до 6000 m, изграден от пясъчници, глини и варовици, а също и от гипсоанхидритови, силициеви и други образувания от горния протерозой, палеозоя, мезозоя и кайнозоя. Разработват се находища на варовици (Сарацейско, Ержовско и др.), гипс (Кировско), огнеупорна глина, стъклен пясък, филц, а също нефт и газ (Кагулско, Вулканещко находища).

### Релеф
Повърхнината на Молдова представлява хълмиста равнина, силно разчленена от речни долини и суходолия. В централната част на страната е разположена Централномолдовското възвишение – Кодри с максимална височина връх Баланещи 429,5 m (47°12′59″ с. ш. 28°04′59″ и. д. / 47.216389° с. ш. 28.083056° и. д.). Покрай десния бряг на Днестър се простира Приднестровското възвишение (височина 250 – 300 m, максимална 347 m), като западната му част има полегати склонове, а на изток – стръмни склонове, спускащи се към реката. Северната част на Молдова е заета от Северомолдовската равнина с височина 250 – 300 m, набраздена от широки и плокодънни долини. Тясната ивица покрай левия бряг на Днестър представлява крайната югозападна част на Подолското възвишение. В южната част на страната се простира Южномолдовската равнина, силно разчленена от дълбоки оврази и суходолия, постепенно преминаваща на изток в Причерноморската низина. Най-ниската точка на страната (3 m) е на брега на река Дунав при село Джурджулещи.

### Климат
Климатът на страната е умерено-континентален с кратка, топла и малоснежна зима и продължително и горещо лято. Средна юлска температура 19,5 °C на север и 22 °C на юг (абсолютен максимум 41 °C), средна януарска температура съответно -5 °C и -3 °C (абсолютен минимум -36 °C). Често явление през зимата са епизодичните затопляния. Годишната сума на валежите намалява от 560 mm на север до 370 mm на югозапад, във възвишенията достигат до 560 – 500 mm, а в равнините 450 – 400 mm и по-малко. Основната част от дъждовете имат проливен характер и се характеризират с голяма интензивност и гръмотевични бури. Преобладават северозападните ветрове. Продължителността на вегетационния период (минимална денонощна температура 5 °C) е до 200 денонощия.

### Води
Реките в страната принадлежат към Черноморския водосборен басейн и голяма част от тях текат от северозапад на югоизток. Най-голямата река е Днестър (дължина в пределите на Молдова 657 km), басейнът на която обхваща 56% от територията ѝ. Нейни основни притоци са: Реут, Бик, Ботна и др. Втората по значение река е Прут, протичаща по западната граница с Румъния (дължина на територията на Молдова 695 km). Нейни основни леви притоци са: Чугур, Каменка, Ларга, Лапушна, Сарата и др. Подхранването на реките е смесено, с преобладаване на дъждовното. Вследствие на честите зимни затопляния се наблюдават чести заледявания и размразявания на па-малките реки. Вътрешните реки в страната по своя речен режим се различават от Днестър и Прут. Всички те са маловодни, през лятото силно намаляват, а болшинството периодично пресъхват. В долините на Днестър и Прут има множество крайречни езера: Белеу, Драчеле, Ротунда, Руптура и др. По реките и временните суходолия са изградени 53 по-големи язовира (Дубосарско, Гидигичко, Костешко, Кангазко и др.) и над 1500 микроязовира с обща площ около 20,3 хил.ха, водите на които се използват за напояване и рибовъдство. По реките Днестър и Прут (до град Леово) се извършва местно корабоплаване.

### Почви
Почвите в Молдова са предимно черноземни (75%), около 10% са кафяви и сиви, около 7% засолени ливадни почви и 8% други. Покрай реките са развити алувиално-ливадни почви. На север, предимно в равнинните райони преобладават типичните черноземи, а на по-високите части – излужените черноземи. В района на възвишението Кодри широко разпространение имат кафявите и сиви горски почви, а на юг от възвишението и в централните части покрай левия бряг на Днестър – обикновените черноземи. В тези райони има и големи масиви заети от карбонатни черноземи.

### Растителност
Молдова е разположена в степната и лесостепната зона. Голяма част от територията ѝ са обработваеми земи. Горите заемат 8% от площта ѝ, като 2/3 от тях са широколистни (основно дъбови гори), примесени с ясен, габър, бук, липа и др. Най-големи горски масиви са се съхранили във възвишенията в централната част на страната. Високите хълмове на Централномолдовското възвишение са покрити с дъбово-габърови, липово-ясенови и дъбъво-букови гори. В северната, лесостепна част на възвишението има гори от скален дъб, а в крайния север – от черешов дъб. Южно от възвишението Кодри в лесостепите расте основно кози дъб. По долините на Днестър и Прут се срещат малки горички от топола, ива, бряст, дъб и др. Степната растителност съставена от коило, типчак и др. се е съхранила на отделни малки участъци. Основните площи заети с ливади и пасища са разположени по заливните тераси на Днестър, Прут и Реут.

### Животински свят
В горите обитават кошута, глиган, вълк, лисица, язовец, невестулка, хермелин. Птиците са над 70 вида – горска чучулига, сойка, пеещ и черен дрозд, ястреб, ушата сова и др. Срещат се белоглав и черен лешояд. В степите има много гризачи: европейски и петнист лалугер, хамстер, къртица, пор, полска мишка и др., а от птиците – степен орел, пъдпъдък, сива яребица. Покрай двете големи реки се въдят дива свиня, дива котка, ондатра, а от птиците – сива гъска, бекас, лиска, зеленоглава, шилоопашата и сива патица, червеноклюн потапник, лопатарка. По долното течение на Прут гнездят поен и ням лебед, пеликани – розов и къдрав. В дивечовъдните стопанства се развъждат благороден и петнист елен, елен лопатар, енотовидно куче, фазан и др.

### Природни зони
Територията на Молдова де поделя на 3 физикогеографски природни района:
- Северомолдовски лесостепен район (43,3% от територията на страната). Естествените ландшафти в пределите на възвишенията са лесостепни, а в равнините – степни. Почвите са сиви горски и черноземни.
- Централномолдовски горски район, или възвишението Кодри (14,5) – най-високата част на Молдова. Различават се две подзони: Северни Кодри с куестообразен релеф и Южни Кодри с хълмист релеф. Разпространени са дъбово-габърови гори върху сиви горски почви и излужени черноземи и дъбово-букови гори върху кафяви горски почви.
- Южномолдовски степен район (42,2%), разположен между реките Днестър и Прут на юг от Кодри и почти напълно земеделски усвоен, като степната растителност се е запазила на малки участъци.[2]